# Pyxidicula aculeata
Pyxidicula aculeata is een soort in de taxonomische indeling van de Amoebozoa. Deze micro-organismen hebben geen vaste vorm en hebben schijnvoetjes. Met deze schijnvoetjes kunnen ze voortbewegen en zich voeden. Het organisme komt uit het geslacht Pyxidicula en behoort tot de familie Arcellidae. Pyxidicula aculeata werd in 1876 ontdekt door Ehrenberg.